# Uşangi Kokauri
Uşangi Kokauri, también escrito como Ushangi Kokauri (Gori, Georgia, 10 de enero de 1992), es un deportista azerbaiyano de origen georgiano que compite en judo. Ganó una medalla de plata en el Campeonato Mundial de Judo de 2018, en la categoría de +100 kg.

## Palmarés internacional
| Campeonato Mundial | Campeonato Mundial | Campeonato Mundial | Campeonato Mundial |
| Año                | Lugar              | Medalla            | Categoría          |
| ------------------ | ------------------ | ------------------ | ------------------ |
| 2018               | Bakú (Azerbaiyán)  | Medalla de plata   | +100 kg            |